# Bilu
Bilu (en hebreo: ביל"ו) fue un movimiento cuyo objetivo era la creación de asentamientos agrícolas judíos en la Tierra de Israel. Sus miembros eran conocidos como Biluim.

## Historia
La ola de pogroms de 1881-1884, y las leyes antisemitas de mayo de 1882, introducidas por el zar Alejandro III de Rusia, provocaron la emigración masiva de los judíos del Imperio Ruso. El 6 de julio de 1882, el primer grupo de pioneros de Bilu llegó a Eretz Israel, por entonces la Palestina otomana. El grupo estaba formado por 14 estudiantes universitarios de Járkov, que estaban encabezados por Israel Belkind, quién más tarde sería un destacado escritor e historiador.
Después de una corta estancia en la escuela agrícola judía Mikvé Israel, se unieron a los miembros de Jovevei Zion ("Los amantes de Sión") para establecer Rishon LeZion ("El primero de Sión"), una cooperativa agrícola construida en unas tierras compradas cerca de la aldea árabe de Ayun Kara.
El grupo, debido a la escasez de agua, a las enfermedades, y a las deudas financieras, abandonó el lugar al cabo de unos pocos meses. A continuación, solicitaron la ayuda del barón Edmond James de Rothschild y de Maurice de Hirsch, los cuales aportaron los fondos que condujeron a la creación de la industria vitivinícola local.
En 1886, comenzó la construcción de una bodega en Rishon LeZion, que se convirtió en una exitosa empresa exportadora de vino. En el invierno de 1884, otro grupo de pioneros de Bilu fundaron Gedera. La población se estableció en un terreno comprado por Yehiel Michel Pines, un miembro del movimiento Jovevei Zion. El terreno estaba ubicado cerca de la aldea árabe de Qatra, la compra de los terrenos se realizó bajo los auspicios del cónsul francés en Yafo.